# Municipio de Patton (Illinois)
El municipio de Patton (en inglés: Patton Township) es un municipio ubicado en el condado de Ford en el estado estadounidense de Illinois. En el año 2010 tenía una población de 5358 habitantes y una densidad poblacional de 33,71 personas por km².

## Geografía
El municipio de Patton se encuentra ubicado en las coordenadas 40°26′36″N 88°8′9″O / 40.44333, -88.13583. Según la Oficina del Censo de los Estados Unidos, el municipio tiene una superficie total de 158.94 km², de la cual 158,72 km² corresponden a tierra firme y (0,14 %) 0,22 km² es agua.

## Demografía
Según el censo de 2010, había 5358 personas residiendo en el municipio de Patton. La densidad de población era de 33,71 hab./km². De los 5358 habitantes, el municipio de Patton estaba compuesto por el 96,9 % blancos, el 0,71 % eran afroamericanos, el 0,19 % eran amerindios, el 0,17 % eran asiáticos, el 0,88 % eran de otras razas y el 1,16 % eran de una mezcla de razas. Del total de la población el 2,28 % eran hispanos o latinos de cualquier raza.